# Association des sports nationaux
L'Association des sports nationaux (russe : ассоциация национальных видов спорта) est une association à but non lucratif fondée en mai 2004 au Kazakhstan pour promouvoir le développement des sports ethniques du pays, au niveau national comme à l'étranger.

## Historique
En mai 2004, l'Association des sports nationaux a été formée au Kazakhstan, dont le conseil d'administration est présidé par Noursoultan Nazarbayev.

## Buts de l'association
L'objectif de l'association est de promouvoir les sports nationaux aussi bien au Kazakhstan qu'à l'international. Ainsi, l'association a des relations avec la Russie, le Turquie, l'Allemagne et la France. De plus, l'association est impliquée dans le développement de l'élevage du cheval au Kazakhstan.
L'association prépare également les équipes nationales pour participer aux championnats internationaux, modernise le matériel requis pour la pratique des sports, forme les entraîneurs, et renforce le sentiment patriotique au sein des jeunes générations.
De nombreuses compétitions sportives sont organisées par l'association (par exemple, en 2014, 25 compétitions ont été organisées).

## Sports promus par l'association
Les sports ethniques suivants font l'objet d'une promotion de la part de l'association :
- l'arkan-tartu, un tir à la corde pratiqué par deux cavaliers ou deux équipes de cavaliers ;
- l'audaryspak, semblable à l'Er Enish, où les cavaliers essayent de se désarçonner ;
- les courses de baïge ;
- le jamby atu ;
- le djigit-jarys, une course où le temps de sellage du cheval est compté  ;
- le jorga-jarys, une course d'amble ;
- le kok-borou ;
- le tenge alu ;
- le kyz kuu ;
- le saïs, une sorte de joute équestre ;
- la chasse à l'aigle (berkutchi).

Outre ces sports équestres, l'association soutient également le jeu de logique toguz kumalak, la lutte kourach (également soutenue par la FILA), et encore d'autres sports.
L'association collabore avec les fédérations propres à chaque type de sport.